# Hermann Schneider (Politiker, 1896)
Hermann Schneider (* 7. Dezember 1896 in Konstanz; † 28. Mai 1980 ebenda) war ein deutscher Politiker (BCSV, CDU).

## Leben
Nach dem Besuch der Oberrealschule nahm Schneider von 1914 bis 1918 als Soldat am Ersten Weltkrieg teil. Im Anschluss ging er einer kaufmännischen Tätigkeit nach, seit 1933 als selbständiger Kaufmann. Während der Spätphase der Weimarer Republik war er Mitglied des Evangelischen Volksdienstes. Im Zweiten Weltkrieg war er von 1939 bis 1945 erneut aktiver Kriegsteilnehmer.
Schneider war nach dem Kriegsende Mitglied der vorläufigen evangelischen Landessynode Badens. Er trat 1945 in den Verwaltungsdienst der Stadt Konstanz ein und war seit 1946 Bürgermeister (Beigeordneter, Stellvertreter des Konstanzer Oberbürgermeisters Franz Knapp). Bei der Oberbürgermeisterwahl 1957 kandidierte er gegen den katholischen CDU-Kandidaten Bruno Helmle und den konfessionslosen SPD-Kandidaten Alfred Diesbach, konnte sich aber nicht durchsetzen.
Schneider war 1945 in die BCSV eingetreten, aus der später der CDU-Landesverband Südbaden, zu dessen stellvertretenden Vorsitzenden er gewählt wurde, hervorging. Von 1946 bis 1947 war er Mitglied der Beratenden Landesversammlung des Landes Baden, von 1947 bis 1952 Abgeordneter des Badischen Landtages und von 1952 bis 1960 Mitglied der Verfassunggebenden Landesversammlung (1952–1953) sowie Abgeordneter des baden-württembergischen Landtages (1953–1960).